# Alysicarpus brownii
Alysicarpus brownii là một loài thực vật có hoa trong họ Đậu. Loài này được Schindl. miêu tả khoa học đầu tiên.